# Charles Crozatier
Charles Crozatier (18. února 1795 v Le Puy-en-Velay – 8. února 1855 v Paříži) byl francouzský sochař.

## Život
Charles Crozatier se narodil 18. února 1795 v Le Puy-en-Velay v departementu Haute-Loire. V 18 letech nastoupil do ateliéru sochaře Pierra Cartelliera (1757-1831). Dostalo se mu rychle uznání jako sochaři i jako bronzolijci. Byl pověřen zhotovením sochy Napoleona pro sloup na Place Vendôme a sochy Ludvíka XIV. na nádvoří zámku Versailles. Také odlil quadrigu pro Arc de Triomphe du Carrousel podle modelu Françoise Josepha Bosia (1769-1845). Významný je rovněž jeho Gutenbergův pomník v Mohuči z roku 1837, který navrhl sochař Bertel Thorvaldsen a Crozatier jej odlil.
Charles Crozatier zemřel v Paříži 8. února 1855 a je pochován na hřbitově Père Lachaise.

## Externí odkazy

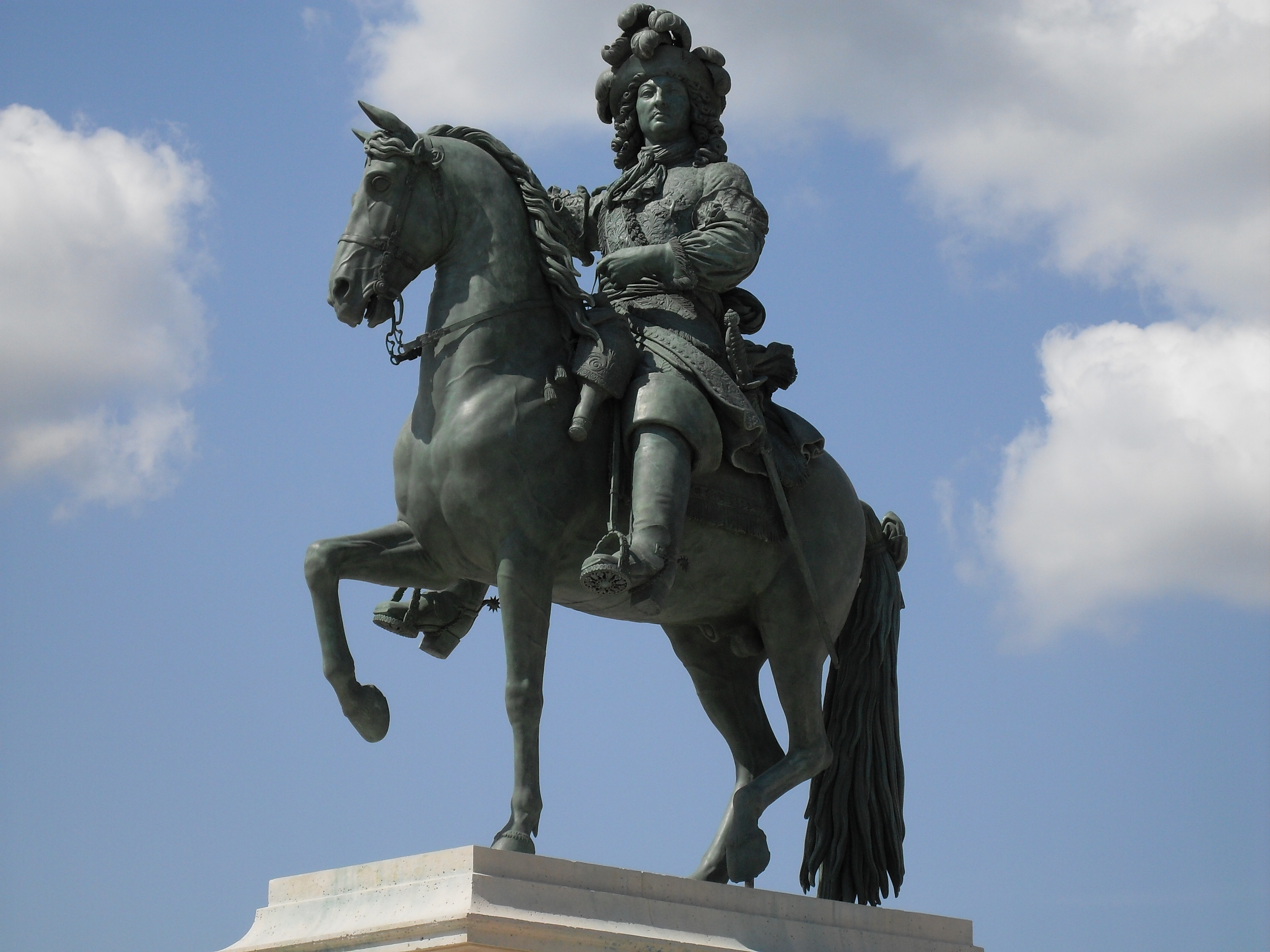
Crozatierova socha Ludvíka XIV. ve Versailles